# Редмэйн, Эдди
Э́двард Джон Дэ́вид Редмэ́йн (англ. Edward John David Redmayne; род. 6 января 1982[…], Лондон) — английский актёр. Лауреат премий «Оскар», «Золотой глобус», «Тони», BAFTA и двукратный обладатель премии Лоренса Оливье. Обладатель премии Золотая Малина как худший актер второго плана.
Получил известность благодаря роли физика-теоретика Стивена Хокинга в фильме «Вселенная Стивена Хокинга», за эту роль Редмэйн получил мировое признание и высокие оценки от авторитетных мировых кинокритиков.
В 2015 году был произведен в офицеры ордена Британской империи за вклад в развитие театра.

## Биография и карьера
После окончания учёбы в начальной школе Колет Корт Редмэйн некоторое время учился в Итонском колледже в одном классе с принцем Уильямом. Он был ранимым и эмоциональным подростком. Во время учёбы в колледже он получал стипендию за особые успехи на музыкальном поприще — будущий актёр солировал в хоре, а также играл на фортепиано. Редмэйна выбрали старостой факультета. Затем он перевёлся в Тринити-колледж при Кембридже на факультет истории искусств, который окончил в 2003 году.
Эдди начал брать уроки актёрского мастерства с раннего возраста. Актёрской профессией он заинтересовался в восемь лет, когда родители повели его в театр на постановку пьесы Шекспира «Сон в летнюю ночь».
Дебют Эдди на сцене состоялся в 2002 году в театре «Глобус» в пьесе Шекспира «Двенадцатая ночь». Он также выиграл премию в номинации Выдающийся начинающий актёр на 50-й церемонии Critics' Circle Theatre Awards за роль Билли в пьесе Эдварда Олби «Коза, или Кто такая Сильвия» в театре Алмейда (2004).
В 2009 году Эдди сыграл в новой пьесе Джона Логана «Красное» и получил за эту роль «Премию Лоренса Оливье» в номинации Лучший актёр второго плана. Он вновь сыграл свою роль в данной драме в театре на Бродвее, за что получил премию «Тони» в номинации Лучшее исполнение выдающимся актёром в постановке.
Среди телевизионных работ Эдди Редмэйна числятся мини-сериал BBC «Тесс из рода Д’Эрбервиллей», сериал «Столпы Земли», а также фильмы, среди которых наиболее известны «Окись», «Читая мысли», «Ложное искушение», «Дикая грация» и «Ещё одна из рода Болейн».
Ещё в подростковом возрасте Редмэйн начал работать моделью. В 2008 году Эдди Редмэйн стал моделью для Burberry вместе с Алексом Петтифером, а в 2012 году — с моделью Карой Делевинь. В 2016 году стал новым лицом модельного дома Prada.
Роль учёного Стивена Хокинга в картине «Вселенная Стивена Хокинга» принесла актёру премии «Оскар», «Золотой глобус» и BAFTA.
В 2015 году с участием Редмэйна на экраны вышла биографическая драма «Девушка из Дании», рассказывающая историю первой в мире трансгендерной женщины.
На протяжении нескольких лет Эдди дружит с актёром Джейми Дорнаном, с которым они вместе снимали квартиру, когда перебрались в Лос-Анджелес в поисках работы.
В 2016 году в мировой прокат вышел приквел-спин-офф серии фильмов о Гарри Поттере под названием «Фантастические твари и где они обитают». Эдди Редмэйн исполнил в фильме главную роль. Спустя два года состоялась премьера продолжения картины. По словам Джоан Роулинг, серия будет состоять из пяти фильмов.
5 декабря 2019 года в российский прокат вышел приключенческий экшн режиссёра Тома Харпера «Аэронавты», основанный на реальных событиях, произошедших в 1862 году. Эдди сыграл в фильме главную роль — Джеймса Глейшера. Его партнершей по картине вновь стала Фелисити Джонс, с которой ранее они уже снимались вместе в исторической мелодраме «Вселенная Стивена Хокинга».
С декабря 2021 года по март 2022 года играл в восстановленной постановке мюзикла «Кабаре» в роли ЭмСи, за которую он получил свою вторую премию Лоренса Оливье.

## Личная жизнь
15 декабря 2014 года Редмэйн женился на Ханне Багшо, менеджере по связям с общественностью. У супругов есть двое детей — дочь Айрис Мэри Редмэйн (род. 15 июня 2016) и сын — Люк Ричард Багшо Редмэйн (род. 10 марта 2018).

## Фильмография

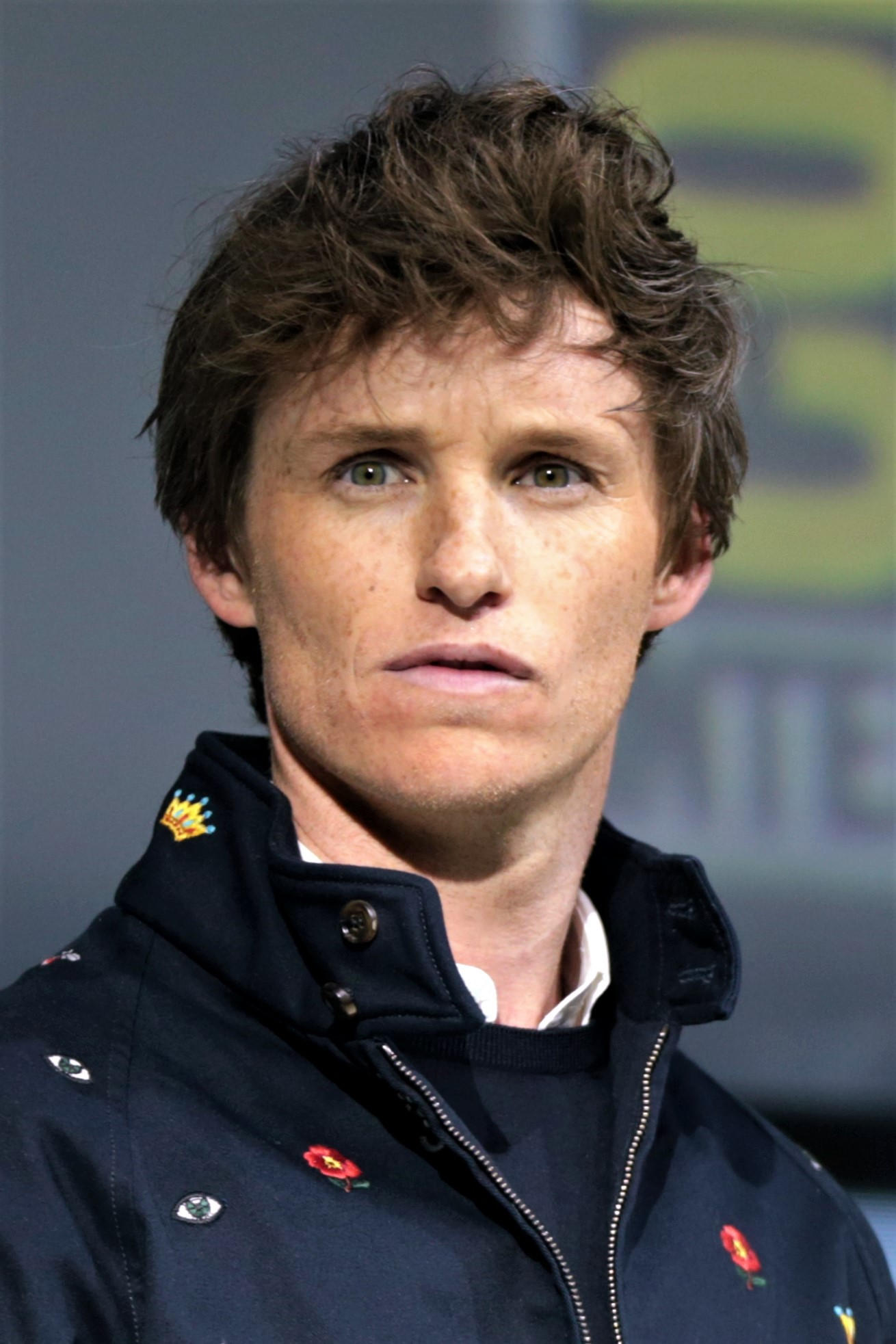
2018 год

| Год  |     | Русское название                                  | Оригинальное название                       | Роль                              |
| ---- | --- | ------------------------------------------------- | ------------------------------------------- | --------------------------------- |
| 1998 | с   | Ковчег животных                                   | Animal Ark                                  | Джон Харди                        |
| 2003 | с   | Врачи                                             | Doctors                                     | Роб Хантли                        |
| 2005 | мтф | Елизавета I                                       | Elizabeth I                                 | Генри Ризли, 3-й граф Саутгемптон |
| 2006 | ф   | Читая мысли                                       | Like Minds                                  | Алекс                             |
| 2006 | ф   | Ложное искушение                                  | The Good Shepherd                           | Эдвард Уилсон, младший            |
| 2007 | ф   | Дикая грация                                      | Savage Grace                                | Энтони Бэкланд                    |
| 2007 | ф   | Золотой век                                       | Elizabeth: The Golden Age                   | Томас Бэбингтон                   |
| 2008 | ф   | Окись                                             | Powder Blue                                 | Кверти Дулитл                     |
| 2008 | ф   | Ещё одна из рода Болейн                           | The Other Boleyn Girl                       | Уильям Стеффорд                   |
| 2008 | мтф | Тэсс из рода д’Эрбервиллей                        | Tess of the D'Urbervilles                   | Энджел Клэр                       |
| 2008 | ф   | Жёлтый платочек счастья                           | The Yellow Handkerchief                     | Горди                             |
| 2009 | ф   | 1939                                              | Glorious 39                                 | Ральф Кайс                        |
| 2010 | ф   | Чёрная смерть                                     | Black Death                                 | Осмунд                            |
| 2010 | с   | Столпы Земли                                      | The Pillars of the Earth                    | Джек Джексон                      |
| 2011 | ф   | 7 дней и ночей с Мэрилин                          | My Week with Marilyn                        | Колин Кларк                       |
| 2011 | ф   | Провинциалка                                      | Hick                                        | Эдди Кризер                       |
| 2012 | с   | Птичья песня                                      | Birdsong                                    | Стивен Рейсфорд                   |
| 2012 | ф   | Отверженные                                       | Les Miserables                              | Мариус Понмерси                   |
| 2014 | ф   | Вселенная Стивена Хокинга                         | The Theory of Everything                    | Стивен Хокинг                     |
| 2015 | ф   | Восхождение Юпитер                                | Jupiter Ascending                           | Балем Абрасакс                    |
| 2015 | ф   | Девушка из Дании                                  | The Danish girl                             | Эйнар Вегенер / Лили Эльбе        |
| 2016 | ф   | Фантастические твари и где они обитают            | Fantastic Beasts and Where to Find Them     | Ньют Скамандер (Саламандер)       |
| 2018 | мф  | Дикие предки                                      | Early Man                                   | Даг                               |
| 2018 | ф   | Фантастические твари: Преступления Грин-де-Вальда | Fantastic Beasts: The Crimes of Grindelwald | Ньют Скамандер (Саламандер)       |
| 2019 | ф   | Аэронавты                                         | The Aeronauts                               | Джеймс Глейшер                    |
| 2020 | ф   | Суд над чикагской семёркой                        | Trial of the Chicago 7                      | Том Хейден                        |
| 2022 | ф   | Фантастические твари: Тайны Дамблдора             | Fantastic Beasts: The Secrets of Dumbledore | Ньют Скамандер (Саламандер)       |
| 2022 | ф   | Добрый медбрат                                    | Good Nurse                                  | Чарльз Каллен                     |
| 2024 | с   | День шакала                                       | The Day of the Jackal                       | «Шакал»                           |
|      | ф   | Паникуйте осторожно                               | Panic Carefully                             |                                   |

## Награды и номинации
Полный список наград и номинаций на сайте IMDb.com
| Награда                        | Год  | Категория                                 | Фильм                     | Результат |
| ------------------------------ | ---- | ----------------------------------------- | ------------------------- | --------- |
| Оскар                          | 2015 | Лучшая мужская роль                       | Вселенная Стивена Хокинга | Победа    |
| Оскар                          | 2016 | Лучшая мужская роль                       | Девушка из Дании          | Номинация |
| Золотой глобус                 | 2015 | Лучшая мужская роль                       | Вселенная Стивена Хокинга | Победа    |
| Золотой глобус                 | 2016 | Лучшая мужская роль                       | Девушка из Дании          | Номинация |
| BAFTA                          | 2012 | Восходящая звезда                         |                           | Номинация |
| BAFTA                          | 2015 | Лучшая мужская роль                       | Вселенная Стивена Хокинга | Победа    |
| BAFTA                          | 2016 | Лучшая мужская роль                       | Девушка из Дании          | Номинация |
| BAFTA                          | 2023 | Лучшая мужская роль второго плана         | Добрый медбрат            | Номинация |
| Премия Гильдии киноактёров США | 2013 | Лучший актёрский состав в игровом кино    | Отверженные               | Номинация |
| Премия Гильдии киноактёров США | 2015 | Лучший актёрский состав в игровом кино    | Вселенная Стивена Хокинга | Номинация |
| Премия Гильдии киноактёров США | 2015 | Лучшая мужская роль                       | Вселенная Стивена Хокинга | Победа    |
| Премия Гильдии киноактёров США | 2016 | Лучшая мужская роль                       | Девушка из Дании          | Номинация |
| Тони                           | 2010 | Лучшая мужская роль второго плана в пьесе | Красное                   | Победа    |
| Премия Лоренса Оливье          | 2010 | Лучшая мужская роль второго плана         | Красное                   | Победа    |
| Премия Лоренса Оливье          | 2022 | Лучшая мужская роль в мюзикле             | Кабаре                    | Победа    |